# 블로그라인즈
블로그라인즈(Bloglines)는 웹 기반의 뉴스 애그리게이터이다. RSS 및 Atom 등과 같은 기술을 활용해서, 블로그 및 기타 뉴스 피드를 종합해준다. ONElist의 전직 CEO였던 마크 플레처가 2003년 설립하였다. 2005년 2월 Ask.com으로 인수합병되었다. . Ask.com의 IAC Search and Media 사업부가 되었다.
2007년 7월 23일, 블로그라인즈는 그들의 사이트의 아이폰 버전을 선보였다. 8월 27일 피드 트리 상에서 드래그 앤드 드롭을 할 수 있고, 시작 페이지를 커스터마이즈 할 수 있는 새로운 기능을 넣은 그들 사이트의 퍼블릭 베타 버전을 선보였다.

## 특징
블로그라인즈는 다음과 같은 특징을 갖는다. 영어를 포함 10여 개 국가의 언어로 서비스를 한다. 휴대 전화를 위한 모바일 버전을 제공한다. 비교적 풍부한(rich) 유저 인터페이스를 제공한다. 새로운 피드에 대한 추천을 개인 맞춤형으로 제공한다.

## 수상 경력
- 2004년 타임 지의 최고의 50개 웹 사이트에 수록
- 2005년 서치 엔진 와치 어워드에서 최고의 블로그/피드 검색 엔진으로 선정
- 비즈니스위크 지의 베스트 오브 뉴 웹으로 선정 [출처 필요]